# 2008-as labdarúgó-Európa-bajnokság (selejtező – F csoport)
A 2008-as labdarúgó-Európa-bajnokság selejtezőjének F csoportjának mérkőzéseit tartalmazó lapja. A csoportban Svédország, Spanyolország, Dánia, Lettország, Izland, Észak-Írország és Liechtenstein szerepelt. A csapatok körmérkőzéses, oda-visszavágós rendszerben játszottak egymással.
Spanyolország és Svédország kijutott az Európa-bajnokságra.

## Tabella
| Hely. | Csapat         | M  | Gy | D | V | G+ | G– | Gk  | P  | Továbbjutás                           |     | Spanyolország | Svédország | Észak-Írország | Dánia | Lettország | Izland | Liechtenstein |
| ----- | -------------- | -- | -- | - | - | -- | -- | --- | -- | ------------------------------------- | --- | ------------- | ---------- | -------------- | ----- | ---------- | ------ | ------------- |
| 1.    | Spanyolország  | 12 | 9  | 1 | 2 | 23 | 8  | +15 | 28 | Kijutott a 2008-as Európa-bajnokságra |     | —             | 3–0        | 1–0            | 2–1   | 2–0        | 1–0    | 4–0           |
| 2.    | Svédország     | 12 | 8  | 2 | 2 | 23 | 9  | +14 | 26 | Kijutott a 2008-as Európa-bajnokságra |     | 2–0           | —          | 1–1            | 0–0   | 2–1        | 5–0    | 3–1           |
| 3.    | Észak-Írország | 12 | 6  | 2 | 4 | 17 | 14 | +3  | 20 |                                       |     | 3–2           | 2–1        | —              | 2–1   | 1–0        | 0–3    | 3–1           |
| 4.    | Dánia          | 12 | 6  | 2 | 4 | 21 | 11 | +10 | 20 |                                       | 1–3 | 0–3           | 0–0        | —              | 3–1   | 3–0        | 4–0    |               |
| 5.    | Lettország     | 12 | 4  | 0 | 8 | 15 | 17 | −2  | 12 |                                       | 0–2 | 0–1           | 1–0        | 0–2            | —     | 4–0        | 4–1    |               |
| 6.    | Izland         | 12 | 2  | 2 | 8 | 10 | 27 | −17 | 8  |                                       | 1–1 | 1–2           | 2–1        | 0–2            | 2–4   | —          | 1–1    |               |
| 7.    | Liechtenstein  | 12 | 2  | 1 | 9 | 9  | 32 | −23 | 7  |                                       | 0–2 | 0–3           | 1–4        | 0–4            | 1–0   | 3–0        | —      |               |

1. 1 2  Egymás elleni pontszám: Észak-Írország 4, Dánia 1.
2. ↑  A Dánia–Svédország mérkőzés 3–3-as állásnál a 89. percben félbeszakadt. Herbert Fandel játékvezető a svédek javára büntetőt ítélt. Ezt követően egy szurkoló berohant a pályára és megütötte a játékvezetőt, Fandel pedig lefújta a mérkőzést.[1][2] Az UEFA utólag 3–0-s eredménnyel Svédország javára írta a találkozót. A dánoknak két mérkőzést a Parken Stadion helyett máshol kellett lejátszaniuk.[3]

## Mérkőzések
| 2006. szeptember 2. 15:00 (UTC+1) |

| Észak-Írország | 0–3               | Izland                                         |
| -------------- | ----------------- | ---------------------------------------------- |
|                | (0–3) Jegyzőkönyv | Þorvaldsson 13' Hreiðarsson 20' Guðjohnsen 37' |

| Windsor Park, Belfast Nézőszám: 14 500 Játékvezető: Tommy Skjerven (norvég) |

| 2006. szeptember 2. 20:00 (UTC+3) |

| Lettország | 0–1               | Svédország    |
| ---------- | ----------------- | ------------- |
|            | (0–1) Jegyzőkönyv | Källström 38' |

| Skonto stadion, Riga Nézőszám: 7500 Játékvezető: Darko Ceferin (szlovén) |

| 2006. szeptember 2. 22:00 (UTC+2) |

| Spanyolország                            | 4–0               | Liechtenstein |
| ---------------------------------------- | ----------------- | ------------- |
| Torres 20' Villa 45' 62' Luis García 66' | (2–0) Jegyzőkönyv |               |

| Estadio Nuevo Vivero, Badajoz Nézőszám: 14 876 Játékvezető: Ljubomir Krstevski (macedón) |

| 2006. szeptember 6. 19:30 (UTC+2) |

| Svédország                   | 3–1               | Liechtenstein |
| ---------------------------- | ----------------- | ------------- |
| Allbäck 2' 69' Rosenberg 89' | (1–1) Jegyzőkönyv | M. Frick 27'  |

| Ullevi, Göteborg Nézőszám: 17 735 Játékvezető: Veaceslav Banari (moldáv) |

| 2006. szeptember 6. 18:05 (UTC+0) |

| Izland | 0–2               | Dánia                     |
| ------ | ----------------- | ------------------------- |
|        | (0–2) Jegyzőkönyv | Rommedahl 5' Tomasson 33' |

| Laugardalsvöllur, Reykjavík Nézőszám: 10 007 Játékvezető: Nikolai Ivanov (orosz) |

| 2006. szeptember 6. 20:15 (UTC+1) |

| Észak-Írország    | 3–2               | Spanyolország      |
| ----------------- | ----------------- | ------------------ |
| Healy 20' 65' 80' | (1–1) Jegyzőkönyv | Xavi 14' Villa 52' |

| Windsor Park, Belfast Nézőszám: 14 500 Játékvezető: Frank De Bleeckere (belga) |

| 2006. október 7. 20:00 (UTC+2) |

| Dánia | 0–0         | Észak-Írország |
| ----- | ----------- | -------------- |
|       | Jegyzőkönyv |                |

| Parken Stadion, Koppenhága Nézőszám: 41 482 Játékvezető: Konrad Plautz (osztrák) |

| 2006. október 7. 21:00 (UTC+3) |

| Lettország                                      | 4–0               | Izland |
| ----------------------------------------------- | ----------------- | ------ |
| Karlsons 14' Verpakovskis 15' 25' Višņakovs 52' | (3–0) Jegyzőkönyv |        |

| Skonto stadion, Riga Nézőszám: 7500 Játékvezető: Alan Kelly (ír) |

| 2006. október 7. 20:00 (UTC+2) |

| Svédország               | 2–0               | Spanyolország |
| ------------------------ | ----------------- | ------------- |
| Elmander 10' Allbäck 82' | (1–0) Jegyzőkönyv |               |

| Råsunda Stadion, Solna Nézőszám: 33 056 Játékvezető: Steve Bennett (angol) |

| 2006. október 11. 18:05 (UTC+0) |

| Izland       | 1–2               | Svédország                   |
| ------------ | ----------------- | ---------------------------- |
| Viðarsson 6' | (1–1) Jegyzőkönyv | Källström 8' Wilhelmsson 59' |

| Laugardalsvöllur, Reykjavík Nézőszám: 10 000 Játékvezető: Grzegorz Gilewski (lengyel) |

| 2006. október 11. 20:15 (UTC+2) |

| Liechtenstein | 0–4               | Dánia                                        |
| ------------- | ----------------- | -------------------------------------------- |
|               | (0–2) Jegyzőkönyv | D. Jensen 29' Gravgaard 32' Tomasson 51' 64' |

| Rheinpark, Vaduz Nézőszám: 2400 Játékvezető: Ceri Richards (walesi) |

| 2006. október 11. 20:00 (UTC+1) |

| Észak-Írország | 1–0               | Lettország |
| -------------- | ----------------- | ---------- |
| Healy 35'      | (1–0) Jegyzőkönyv |            |

| Windsor Park, Belfast Nézőszám: 14 500 Játékvezető: Helmut Fleischer (német) |

| 2007. március 24. 20:15 (UTC+1) |

| Liechtenstein   | 1–4               | Észak-Írország                 |
| --------------- | ----------------- | ------------------------------ |
| Burgmeier 90+1' | (0–0) Jegyzőkönyv | Healy 52' 75' 83' McCann 90+2' |

| Rheinpark, Vaduz Nézőszám: 4340 Játékvezető: Oleh Oriekhov (ukrán) |

| 2007. március 24. 22:00 (UTC+1) |

| Spanyolország             | 2–1               | Dánia         |
| ------------------------- | ----------------- | ------------- |
| Morientes 34' Villa 45+1' | (2–0) Jegyzőkönyv | Gravgaard 49' |

| Santiago Bernabéu Stadium, Madrid Nézőszám: 75 000 Játékvezető: Massimo Busacca (svájci) |

| 2007. március 28. 19:30 (UTC+2) |

| Liechtenstein | 1–0               | Lettország |
| ------------- | ----------------- | ---------- |
| M. Frick 17'  | (1–0) Jegyzőkönyv |            |

| Rheinpark, Vaduz Nézőszám: 1680 Játékvezető: Serge Gumienny (belga) |

| 2007. március 28. 19:45 (UTC+1) |

| Észak-Írország | 2–1               | Svédország   |
| -------------- | ----------------- | ------------ |
| Healy 31' 58'  | (1–1) Jegyzőkönyv | Elmander 26' |

| Windsor Park, Belfast Nézőszám: 14 500 Játékvezető: Eric Braamhaar (holland) |

| 2007. március 28. 22:00 (UTC+2) |

| Spanyolország | 1–0               | Izland |
| ------------- | ----------------- | ------ |
| Iniesta 80'   | (0–0) Jegyzőkönyv |        |

| ONO Estadi, Palma de Mallorca Nézőszám: 20 000 Játékvezető: Laurent Duhamel (francia) |

| 2007. június 2. 16:00 (UTC+0) |

| Izland            | 1–1               | Liechtenstein |
| ----------------- | ----------------- | ------------- |
| B. Gunnarsson 27' | (1–0) Jegyzőkönyv | Rohrer 69'    |

| Laugardalsvöllur, Reykjavík Nézőszám: 5139 Játékvezető: Sten Kaldma (észt) |

| 2007. június 2. 20:00 (UTC+2) |

| Dánia                                | 0–3 (megállapított) | Svédország                  |
| ------------------------------------ | ------------------- | --------------------------- |
| Agger 34' Tomasson 62' Andreasen 75' | Jegyzőkönyv         | Elmander 7' 26' Hansson 23' |

| Parken Stadion, Koppenhága Nézőszám: 42 083 Játékvezető: Herbert Fandel (német) |

| 2007. június 2. 21:30 (UTC+3) |

| Lettország | 0–2               | Spanyolország      |
| ---------- | ----------------- | ------------------ |
|            | (0–1) Jegyzőkönyv | Villa 45' Xavi 60' |

| Skonto stadion, Riga Nézőszám: 10 000 Játékvezető: Craig Thomson (skót) |

| 2007. június 6. 20:15 (UTC+2) |

| Svédország                                                 | 5–0               | Izland |
| ---------------------------------------------------------- | ----------------- | ------ |
| Allbäck 11' 51' A. Svensson 42' Mellberg 45' Rosenberg 50' | (3–0) Jegyzőkönyv |        |

| Råsunda Stadion, Solna Nézőszám: 33 338 Játékvezető: Alain Hamer (luxemburgi) |

| 2007. június 6. 20:30 (UTC+2) |

| Liechtenstein | 0–2               | Spanyolország |
| ------------- | ----------------- | ------------- |
|               | (0–2) Jegyzőkönyv | Villa 8' 14'  |

| Rheinpark, Vaduz Nézőszám: 5739 Játékvezető: Nikolai Ivanov (orosz) |

| 2007. június 6. 21:30 (UTC+3) |

| Lettország | 0–2               | Dánia             |
| ---------- | ----------------- | ----------------- |
|            | (0–2) Jegyzőkönyv | Rommedahl 15' 17' |

| Skonto stadion, Riga Nézőszám: 7500 Játékvezető: Matteo Trefoloni (olasz) |

| 2007. augusztus 22. 19:45 (UTC+1) |

| Észak-Írország            | 3–1               | Liechtenstein |
| ------------------------- | ----------------- | ------------- |
| Healy 5' 35' Lafferty 56' | (2–0) Jegyzőkönyv | M. Frick 89'  |

| Windsor Park, Belfast Nézőszám: 14 500 Játékvezető: Radek Matějek (cseh) |

| 2007. szeptember 8. 19:15 (UTC+3) |

| Lettország        | 1–0               | Észak-Írország |
| ----------------- | ----------------- | -------------- |
| Baird 56' (öngól) | (0–0) Jegyzőkönyv |                |

| Skonto stadion, Riga Nézőszám: 7500 Játékvezető: Pedro Proença (portugál) |

| 2007. szeptember 8. 20:30 (UTC+2) |

| Svédország | 0–0         | Dánia |
| ---------- | ----------- | ----- |
|            | Jegyzőkönyv |       |

| Råsunda Stadion, Solna Nézőszám: 33 082 Játékvezető: Frank De Bleeckere (belga) |

| 2007. szeptember 8. 20:00 (UTC+0) |

| Izland           | 1–1               | Spanyolország |
| ---------------- | ----------------- | ------------- |
| Hallfreðsson 40' | (1–0) Jegyzőkönyv | Iniesta 86'   |

| Laugardalsvöllur, Reykjavík Nézőszám: 7000 Játékvezető: Wolfgang Stark (német) |

| 2007. szeptember 12. 20:00 (UTC+2) |

| Dánia                                         | 4–0               | Liechtenstein |
| --------------------------------------------- | ----------------- | ------------- |
| Nordstrand 3' 36' M. Laursen 12' Tomasson 18' | (4–0) Jegyzőkönyv |               |

| NRGi Park, Aarhus Nézőszám: 20 005 Játékvezető: Mark Clattenburg (angol) |

| 2007. szeptember 12. 18:05 (UTC+0) |

| Izland                               | 2–1               | Észak-Írország       |
| ------------------------------------ | ----------------- | -------------------- |
| Björnsson 6' Gillespie 90+1' (öngól) | (1–0) Jegyzőkönyv | Healy 72' (11-esből) |

| Laugardalsvöllur, Reykjavík Nézőszám: 2500 Játékvezető: Yuri Baskakov (orosz) |

| 2007. szeptember 12. 22:00 (UTC+2) |

| Spanyolország       | 2–0               | Lettország |
| ------------------- | ----------------- | ---------- |
| Xavi 13' Torres 86' | (1–0) Jegyzőkönyv |            |

| Estadio Carlos Tartiere, Oviedo Nézőszám: 25 000 Játékvezető: Alon Yefet (izraeli) |

| 2007. október 13. 16:00 (UTC+0) |

| Izland            | 2–4               | Lettország                                 |
| ----------------- | ----------------- | ------------------------------------------ |
| Guðjohnsen 4' 52' | (1–3) Jegyzőkönyv | Kļava 27' Laizāns 31' Verpakovskis 37' 46' |

| Laugardalsvöllur, Reykjavík Nézőszám: 5865 Játékvezető: Mike Dean (angol) |

| 2007. október 13. 19:00 (UTC+2) |

| Liechtenstein | 0–3               | Svédország                                    |
| ------------- | ----------------- | --------------------------------------------- |
|               | (0–2) Jegyzőkönyv | Ljungberg 19' Wilhelmsson 29' A. Svensson 56' |

| Rheinpark, Vaduz Nézőszám: 4131 Játékvezető: Paolo Dondarini (olasz) |

| 2007. október 13. 20:00 (UTC+2) |

| Dánia        | 1–3               | Spanyolország                  |
| ------------ | ----------------- | ------------------------------ |
| Tomasson 87' | (0–2) Jegyzőkönyv | Tamudo 14' Ramos 40' Riera 89' |

| NRGi Park, Aarhus Nézőszám: 19 849 Játékvezető: Ľuboš Micheľ (szlovák) |

| 2007. október 17. 20:00 (UTC+2) |

| Dánia                                               | 3–1               | Lettország |
| --------------------------------------------------- | ----------------- | ---------- |
| Tomasson 7' (11-esből) U. Laursen 27' Rommedahl 90' | (2–0) Jegyzőkönyv | Gorkšs 80' |

| Parken Stadion, Koppenhága Nézőszám: 19 004 Játékvezető: Cüneyt Çakır (török) |

| 2007. október 17. 20:00 (UTC+2) |

| Liechtenstein          | 3–0               | Izland |
| ---------------------- | ----------------- | ------ |
| Frick 28' Beck 80' 82' | (1–0) Jegyzőkönyv |        |

| Rheinpark, Vaduz Nézőszám: 2589 Játékvezető: Christoforos Zografos (görög) |

| 2007. október 17. 20:30 (UTC+2) |

| Svédország   | 1–1               | Észak-Írország |
| ------------ | ----------------- | -------------- |
| Mellberg 15' | (1–0) Jegyzőkönyv | Lafferty 72'   |

| Råsunda Stadion, Solna Nézőszám: 33 112 Játékvezető: Bertrand Layec (francia) |

| 2007. november 17. 18:00 (UTC+2) |

| Lettország                                              | 4–1               | Liechtenstein      |
| ------------------------------------------------------- | ----------------- | ------------------ |
| Karlsons 14' Verpakovskis 30' Laizāns 63' Višņakovs 87' | (2–1) Jegyzőkönyv | Zirnis 13' (öngól) |

| Skonto stadion, Riga Nézőszám: 4800 Játékvezető: Svein Oddvar Moen (norvég) |

| 2007. november 17. 19:45 (UTC+0) |

| Észak-Írország       | 2–1               | Dánia        |
| -------------------- | ----------------- | ------------ |
| Feeney 62' Healy 80' | (0–0) Jegyzőkönyv | Bendtner 51' |

| Windsor Park, Belfast Nézőszám: 14 500 Játékvezető: Pieter Vink (holland) |

| 2007. november 17. 22:00 (UTC+1) |

| Spanyolország                       | 3–0               | Svédország |
| ----------------------------------- | ----------------- | ---------- |
| Capdevila 14' Iniesta 39' Ramos 65' | (2–0) Jegyzőkönyv |            |

| Santiago Bernabéu Stadium, Madrid Nézőszám: 75 000 Játékvezető: Roberto Rosetti (olasz) |

| 2007. november 21. 20:00 (UTC+1) |

| Dánia                                    | 3–0               | Izland |
| ---------------------------------------- | ----------------- | ------ |
| Bendtner 34' Tomasson 44' Kahlenberg 59' | (2–0) Jegyzőkönyv |        |

| Parken Stadion, Koppenhága Nézőszám: 15 393 Játékvezető: Olegário Benquerença (portugál) |

| 2007. november 21. 19:00 (UTC+0) |

| Spanyolország | 1–0               | Észak-Írország |
| ------------- | ----------------- | -------------- |
| Xavi 52'      | (0–0) Jegyzőkönyv |                |

| Estadio Gran Canaria, Las Palmas Nézőszám: 30 000 Játékvezető: Herbert Fandel (német) |

| 2007. november 21. 20:00 (UTC+1) |

| Svédország               | 2–1               | Lettország  |
| ------------------------ | ----------------- | ----------- |
| Allbäck 1' Källström 57' | (1–1) Jegyzőkönyv | Laizāns 26' |

| Råsunda Stadion, Solna Nézőszám: 26 128 Játékvezető: Wolfgang Stark (német) |